# هیولا

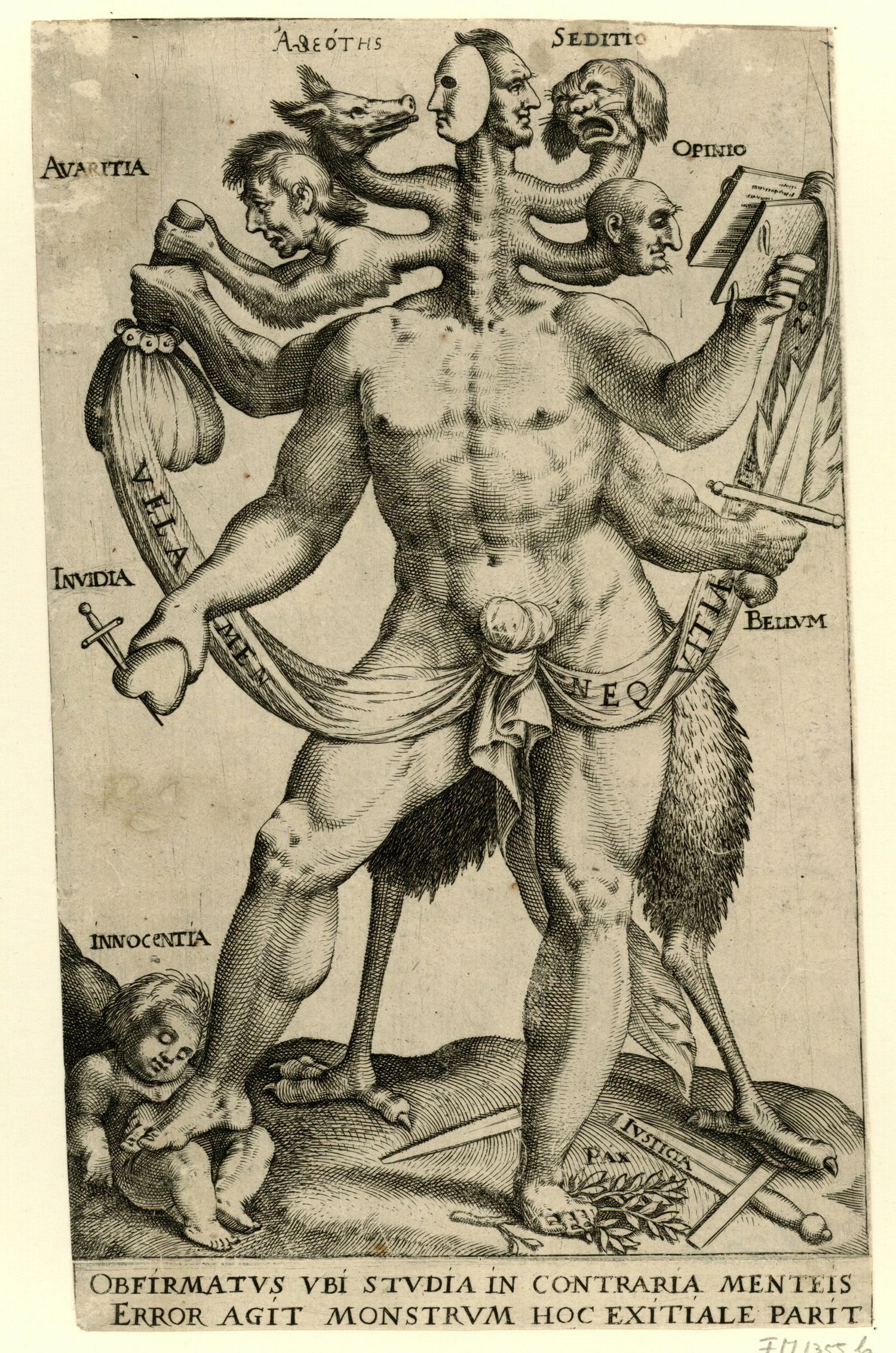
یک تمثیل به عنوان یک هیولا پنج‌سر، ارائه‌شده در ۱۶۱۸

هیولا موجودی تخیلی است که معمولاً در افسانه‌های کهن یا داستان‌های ترسناک حضور دارد، هیولا اغلب زشت است و ممکن است ترسناک یا آسیب‌رسان باشد. کلمه هیولا در بیشتر زبان‌های اروپایی از "monstrum" لاتین برگرفته شده. هیولا معمولاً با ساختار بیولوژیکی عجیب است، که به عنوان نشانهٔ اشتباهی در نظم طبیعی به وجود آمده‌است.
کلمه «هیولا» معمولاً بر چیزی اشتباه یا بد دلالت دارد؛ یک هیولا به‌طور کلی ایراد اخلاقی و ذاتی دارد و همچنین تفاوت‌های جسمی یا روانی شنیع با دیگر موجودات، یا از آن به عنوان مخلوقی عجیب از طبیعت می‌توان نام برد. همچنین می‌تواند ظاهراً به یک فرد با ویژگی‌های مشابه مانند یک شخص حریص یا کسی که کارهای وحشتناک انجام می‌دهد اعمال شود.